# Romilly-la-Puthenaye
Romilly-la-Puthenaye är en kommun i departementet Eure i regionen Normandie i norra Frankrike. Kommunen ligger i kantonen Beaumont-le-Roger som tillhör arrondissementet Bernay. År 2022 hade Romilly-la-Puthenaye 329 invånare.

## Befolkningsutveckling
Antalet invånare i kommunen Romilly-la-Puthenaye
Referens:INSEE